# Denivkovité
Denivkovité (Hemerocallidaceae) je bývalá čeleď jednoděložných rostlin z řádu chřestotvarých (Asparagales).

## Pojetí čeledi
Starší taxonomické systémy řadily zástupce většinou do široce pojaté čeledi liliovité (Liliaceae s.l.). Další systémy pak čeleď uznávaly, ale řadily do něho pouze jediný rod, denivku (Hemerocallis). V rámci systému APG II je do této čeledi řazeno asi 19 rodů, které dříve patřily do jiných čeledí, např. agávovité, bělozářkovité aj. V systému APG III není čeleď uznávána a je jako podčeleď Hemerocallidoideae řazena do široce pojaté čeledi Xanthorrhoeaceae (žlutokapovité).. Ve verzi APG IV, vydané v roce 2016, je čeleď Hemerocallidaceae přejmenována na Asphodelaceae.

## Popis
Jedná se vytrvalé byliny s oddenky nebo hlízami. Listy jsou jednoduché, střídavé, většinou dvouřadě uspořádané, často s v bazální růžici, s listovými pochvami. Čepele jsou kopinaté, žilnatina je souběžná. Květy jsou oboupohlavné, zygomorfní. Okvětí se skládá ze 6 okvětních lístků. Tyčinek je 6. Gyneceum je srostlé ze 3 plodolistů, je synkarpní, plodem je tobolka nebo bobule.

## Rozšíření ve světě
Je známo asi 19 rodů a 95 druhů, které jsou rozšířeny různě po světě, chybí například v Severní Americe, severnější Asii a ve velké části Afriky. V ČR to je jen nepůvodní denivka.